# I liga (Schach) 1992
Die I liga (Schach) 1992 war die 21. Austragung der I liga und die 48. Polnische Mannschaftsmeisterschaft im Schach. Nachdem die beiden vorhergehenden Meisterschaften im Schweizer System ausgetragen wurden, war man zum Ligamodus mit Auf- und Abstieg zurückgekehrt. Polnischer Mannschaftsmeister wurde die Mannschaft von KS Miedź Legnica, während sich der Titelverteidiger ZKS Stilon Gorzów Wielkopolski mit dem vierten Platz begnügen musste. In die II liga stiegen direkt WKSz Legion Warszawa und KS Kolejarz Katowice (letztere traten nicht an) ab, nach erfolgloser Relegation außerdem KS Górnik 09 Mysłowice.
Zu den Mannschaftskadern siehe Mannschaftskader der I liga (Schach) 1992.

## Modus
Die elf Mannschaften spielten ein einfaches Rundenturnier an sechs Brettern, dabei musste am sechsten Brett eine Frau aufgestellt werden. Die beiden Letzten stiegen in die II liga ab (die nicht angetretene Mannschaft von KS Kolejarz Katowice galt als erster Absteiger) und wurden durch die Sieger der beiden Staffeln der II liga ersetzt, der Neunte und Zehnte bestritten gegen die Zweitplatzierten der II liga Relegationsspiele um den Klassenerhalt. Über die Platzierung entschied zunächst die Anzahl der Mannschaftspunkte (zwei Punkte für einen Sieg, ein Punkt für ein Unentschieden, kein Punkt für eine Niederlage), danach die Anzahl der Brettpunkte (ein Punkt für einen Sieg, ein halber Punkt für ein Remis, kein Punkt für eine Niederlage).

## Termin und Spielort
Das Turnier wurde vom 20. bis 27. September im Erholungsheim der Glashütte Kunice (Ośrodek Wczasowy Huty Szkła Okiennego Kunice w Żarach) in Rewal gespielt, die Relegationswettkämpfe fanden am 14. und 15. November statt.

## Abschlusstabelle
| Pl. | Verein                             | Sp | MP   | Brett-P.  |
| --- | ---------------------------------- | -- | ---- | --------- |
| 01. | KS Miedź Legnica                   | 10 | 19:1 | 39,0:21,0 |
| 02. | KKS Polonia Warszawa               | 10 | 16:4 | 41,5:19,5 |
| 03. | BBTS Włókniarz Bielsko-Biała       | 10 | 15:5 | 32,5:27,5 |
| 04. | ZKS Stilon Gorzów Wielkopolski (M) | 10 | 12:8 | 33,5:26,5 |
| 05. | KSz Hetman Gryfów Śląski           | 10 | 11:9 | 32,5:27,5 |
| 06. | AZS Politechnika Wrocław           | 10 | 8:12 | 26,0:34,0 |
| 07. | KSz Hańcza Suwałki                 | 10 | 7:13 | 26,0:34,0 |
| 08. | MZKS Pocztowiec Poznań             | 10 | 7:13 | 25,5:34,5 |
| 09. | KS Maraton Warszawa                | 10 | 6:14 | 25,0:35,0 |
| 10. | KS Górnik 09 Mysłowice             | 10 | 4:16 | 27,5:32,5 |
| 11. | WKSz Legion Warszawa               | 10 | 4:16 | 21,0:39,0 |
| 12. | KS Kolejarz Katowice               | 0  | 0:0  | 0,0:0,0   |

Anmerkung: KS Kolejarz Katowice trat nicht an.

### Entscheidungen
|     | Polnischer Mannschaftsmeister: KS Miedź Legnica                           |
|     | Teilnehmer an der Relegation: KS Maraton Warszawa, KS Górnik 09 Mysłowice |
|     | Absteiger in die II liga: WKSz Legion Warszawa, KS Kolejarz Katowice      |
| (M) | Meister der letzten Saison                                                |

## Relegation

### Übersicht
| Team 1              | Punkte | Team 2           | Punkte |
| ------------------- | ------ | ---------------- | ------ |
| KS Maraton Warszawa | 6      | Chemik Bydgoszcz | 6      |
| Górnik 09 Mysłowice | 4      | Gedania Gdańsk   | 8      |

### Entscheidungen
|  | qualifiziert für die I liga: KS Maraton Warszawa, Gedania Gdańsk, Chemik Bydgoszcz (Nachrücker nach dem Rückzug von Hańcza Suwałki) |
|  | Absteiger in die II liga: KS Górnik 09 Mysłowice                                                                                    |

## Die Meistermannschaft
| 1.            | KS Miedź Legnica |
| Schachfiguren | Jewgeni Gleiserow, Witalis Sapis, Konrad Typek, Grzegorz Łukasiewicz, Wiesław Janocha, Adam Cybulak, Zygmunt Bojczuk, Kamilė Baginskaitė. |